# Dinomene di Siracusa
Dinomene, spesso citato anche come Dinomenes o Deinomemes (III secolo a.C.), è stato un generale siracusano e uno dei due cospiratori che assassinarono il tiranno di Siracusa, Geronimo di Siracusa, nel 215 a.C.

## Contesto storico
Siracusa era stata governata dal tiranno Gerone II, la cui politica favoriva l'alleanza con Roma, durante la Seconda guerra punica. Alla morte di Gerone, nel 216 a.C., la monarchia passò al nipote, Geronimo, di 15 anni. Gerolamo era figlio di Gelone II e Nereide, nipote di Gerone, da parte del padre, e discendente di Pirro, da parte materna.
Geronimo aveva quindici nominati da Gerone, ma i suoi due zii, figli di Gerone II, Adranodoro e Zoippo, lo convinsero a prendere il potere, facendolo diventare il loro burattino. A causa della sconfitta romana nella Battaglia di Canne, Geronimo cercò l'alleanza di Cartagine, inviando un'ambasciata ad Annibale.

## Assassinio di Geronimo
Geronimo aveva l'ambizione di conquistare e regnare su tutta la Sicilia, così come aveva fatto suo nonno. Geronimo pianificò un attacco contro Leontinoi con 15.000 uomini, ignaro del fatto che tra essi vi erano parecchi cospiratori. Dinomene, che faceva parte della sua guardia, fece in modo che Geronimo si allontanasse dalle sue guardie e quando rimasero da soli lo accoltellò più volte prima che riuscisse a chiedere aiuto. Le guardie cercarono di attaccare Dinomene, che riuscì a fuggire riportando soltanto due ferite. A quel punto Geronimo aveva governato per soli tredici mesi.

## Generale
Adranodoro, zio di Geronimo per aver sposato Demarata, figlia di Gerone, spinto dalla moglie che voleva diventare regina, era destinato a prendere il potere, ma, vedendo che la situazione era delicata, accettò che Siracusa rimanesse libera.
Vennero così eletti dei pretori tra cui Adranodoro, e i cospiratori assenti, Dinomene e Zoippo. Dinomene e Zoippo portarono il tesoro, razziato a Leontinoi, e lo affidarono ai questori.
Dinomene e Zoippo furono poi i generali comandanti di un esercito inviato per aiutare Leontinoi quando la città venne attaccata da Marcello, ma Leontinoi venne conquistata prima dell'arrivo di questo esercito.

## Morte
Il testo antico non descrive la morte di Dinomene.
I pretori di Siracusa vennero uccisi dopo aver preso rifugio ad Acradina, massacrati da mercenari, disertori e guardia reale. Siracusa cadde sotto il dominio di Ippocrate e Epicide, alleati dei cartaginesi. Zoippo sopravvisse, e divenne ambasciatore di Marcello quando questi tentò di rivendicare Acradina.